# البرحه (ريمة)

تعديل مصدري - تعديل

البرحه أو قرية البرحه  هي إحدى قرى عزلة بني واقدالواقعة ضمن  مديرية الجعفرية التابعة لمحافظة ريمة، بلغ تعداد سكانها (296) نسمة حسب تعداد اليمن لعام 2004.

## المحلات التابعة للقرية
- خلعه
- الزغارير
- القارني
- المصبحي

## روابط خارجية
- الدليل الشامــل